# Губернатор Кировской области
Губернатор Кировской области — высшее должностное лицо Кировской области.
Статус и полномочия губернатора определяются главой 7 устава Кировской Области. При осуществлении своих полномочий руководствуется Конституцией Российской Федерации, федеральными законами, правовыми актами президента Российской Федерации и правительства Российской Федерации, уставом Кировской области и областными законами.

Действующим губернатором Кировской области является  Александр Валентинович Соколов.

## Список губернаторов
| № | Фотография                           | Имя                              | Период правления                                             | Период правления                                                                   | Партия        | Комментарии                                                        |
| - | ------------------------------------ | -------------------------------- | ------------------------------------------------------------ | ---------------------------------------------------------------------------------- | ------------- | ------------------------------------------------------------------ |
| 1 |                                      | Василий Десятников (1942—2023)   | 11 декабря 1991                                              | 20 октября 1996                                                                    | беспартийный  | Глава администрации, назначен президентом России Б. Н. Ельциным    |
| 2 |                                      | Владимир Сергеенков (1938—2014)  | 1 ноября 1996                                                | 14 января 2004                                                                     | беспартийный  | Избран всенародным голосованием (II тур 20 октября 1996 — 50,46 %) |
| 2 | Переизбран (26 марта 2000 — 58,32 %) | Владимир Сергеенков (1938—2014)  | 1 ноября 1996                                                | 14 января 2004                                                                     | беспартийный  |                                                                    |
| 3 |                                      | Николай Шаклеин (1943—2023)      | 14 января 2004                                               | 14 января 2009                                                                     | Единая Россия | Избран всенародным голосованием (II тур 21 декабря 2003 — 62,77 %) |
| 4 |                                      | Никита Белых (род. 1975)         | 15 января 2009                                               | 14 января 2014                                                                     | беспартийный  | Назначен президентом России Д. А. Медведевым                       |
| 4 | 14 января 2014                       | Никита Белых (род. 1975)         | 23 сентября 2014                                             | врио губернатора                                                                   | беспартийный  |                                                                    |
| 4 | 23 сентября 2014                     | Никита Белых (род. 1975)         | 28 июля 2016                                                 | Избран всенародным голосованием (14 сентября 2014 — 69,98 %). Отрешён от должности | беспартийный  |                                                                    |
| — |                                      | Алексей Кузнецов (род. 1971)     | 27 июня 2016                                                 | 28 июля 2016                                                                       | Единая Россия | врио губернатора                                                   |
| 5 |                                      | Игорь Васильев (род. 1961)       | 28 июля 2016                                                 | 19 сентября 2017                                                                   | Единая Россия | врио губернатора                                                   |
| 5 | 19 сентября 2017                     | Игорь Васильев (род. 1961)       | 10 мая 2022                                                  | Избран всенародным голосованием (10 сентября 2017 — 64,03 %)                       | Единая Россия |                                                                    |
| 6 |                                      | Александр Соколов (род. 1970)    | 10 мая 2022                                                  | 23 сентября 2022                                                                   | Единая Россия | врио губернатора                                                   |
| 6 | с 23 сентября 2022 — наст. время     | с 23 сентября 2022 — наст. время | Избран всенародным голосованием (11 сентября 2022 — 71,85 %) |                                                                                    | Единая Россия |                                                                    |